# ㅀ
ㅀ(표준어: 리을히읗)은 한글 낱자의 ㄹ과 ㅎ을 겹쳐 놓은 것이다. 첫소리로는 쓰이지 않고 용언의 받침으로만 쓰인다.
소리는 보통 ㄹ과 같으나, 다음 음절 닿소리가 ㄱ, ㄷ, ㅂ, ㅅ, ㅈ인 경우, 그 자음을 거센소리로 만든다(ㅋ, ㅌ, ㅍ, ㅆ, ㅊ). 또 다음 음절이 홀소리로 시작하면 ㅎ 소리가 사라진다.
- 굻다 → [굴타]
- 굻어 → [구러]
- 굻소 → [굴쏘]
- 굻지 → [굴치]
- 굻는 → [굴는] → [굴른]

## 코드 값
| 종류                  | 종류           | 글자 | 유니코드 | HTML     |
| --------------------- | -------------- | ---- | -------- | -------- |
| 한글 호환 자모        | 한글 호환 자모 | ㅀ   | U+3140   | &#12608; |
| 한글 자모 영역        | 첫소리         | ᄚᅠ   | U+111A   | &#4378;  |
| 한글 자모 영역        | 끝소리         | ᅟᅠᆶ   | U+11B6   | &#4534;  |
| 한양 사용자 정의 영역 | 첫소리         |   | U+F7A6   | &#63398; |
| 한양 사용자 정의 영역 | 끝소리         |   | U+F8A6   | &#63654; |
| 반각                  | 반각           | ﾰ    | U+FFB0   | &#65456; |

## 정보
| 자명 | 리을히읗（남） 리을히읗（북）                                                                                       |
| 발음 | 어중 : [ ɭɦ ], 어말 : [ ɭ ], 어중 구개음화 : [ ɭʝ ]（남） 어중 : [ lɦ ], 어말 : [ l ], 어중 구개음화 : [ lʝ ]（북） |
| 이음 | 후행 자음이 평음일 경우 평음이 격음으로 된다.                                                                       |

## 기타
마이크로소프트 윈도우에서는 첫소리 ᄚ을 호환용 자모 ㅀ이 아니라 호환용 자모 ㅭ(U+316D)으로 변환하는 오류가 있다.